# Liste der peruanischen Botschafter in Finnland
Die Liste der peruanischen Botschafter in Finnland listet alle peruanischen Diplomaten mit Botschafterstatus, die von 1965 bis heute (2011) für Peru tätig waren. Die Botschaft befindet sich in Finnlands Hauptstadt Helsinki. Von 1993 bis 1995 wurde die Botschaftsangelegenheiten  vorübergehend in Schweden erledigt.

## Liste
| Ernennung Akkreditierung | Name                                    | Bemerkungen                                             | ernannt von                | akkreditiert während der Regierung von | Posten verlassen |
| ------------------------ | --------------------------------------- | ------------------------------------------------------- | -------------------------- | -------------------------------------- | ---------------- |
| 1965                     | Aníbal Ponce Sobrevilla                 | († 3. Juli 1998)                                        | Nicolás Lindley López      | Urho Kekkonen                          | 1967             |
| 1967                     | Julio Vargas Prada Peirano              | (* 1921; † 2003)                                        | Nicolás Lindley López      | Urho Kekkonen                          | 1969             |
| 1970                     | Jorge Velando Ugarteche                 |                                                         | Juan Velasco Alvarado      | Urho Kekkonen                          | 1974             |
| 1974                     | José L. Canessa                         |                                                         | Juan Velasco Alvarado      | Urho Kekkonen                          | 1976             |
| 1976                     | Claudio Enrique Sosa Voysest            | [ 2 ]                                                   | Francisco Morales Bermúdez | Urho Kekkonen                          | 1981             |
| 1981                     | César Espejo-Romero                     |                                                         | Fernando Belaúnde Terry    | Urho Kekkonen                          | 1985             |
| 1986                     | Augusto Salamanca Castro                |                                                         | Alán García Pérez          | Mauno Koivisto                         | 1989             |
| 1990                     | Alberto Montagne Vidal                  |                                                         | Alberto Fujimori           | Mauno Koivisto                         | 1990             |
| 1993                     | Jaime Stiglich Bérninzon                | Sitz Stockholm                                          | Alberto Fujimori           | Mauno Koivisto                         | 1995             |
| 1998                     | Martha Chavarri Dupuy                   |                                                         | Alberto Fujimori           | Martti Ahtisaari                       | 2003             |
| 2004                     | Manuel Ernesto Picasso Botto            |                                                         | Alejandro Toledo Manrique  | Tarja Halonen                          | 2008             |
| 2008                     | Félix С. Calderón Urtecho               |                                                         | Alan García                | Tarja Halonen                          | 2009             |
| 2010                     | Pablo Hugo Portugal Rodríguez           | zeitgleich Botschafter in Estland, Lettland und Litauen | Alan García                | Tarja Halonen                          | 2014             |
| 2015                     | José Eduardo Chávarri García            | zeitgleich Botschafter in Estland, Lettland und Litauen | Ollanta Humala             |                                        | 2017             |
| 2017                     | Thierry Roca-Rey Deladrier              | zeitgleich Botschafter in Estland, Lettland und Litauen | Pedro Pablo Kuczynski      |                                        | 2021             |
| 2021                     | Eric Edgardo Guillermo Anderson Machado | [ 10 ]                                                  | Pedro Castillo             |                                        | Amtsinhaber      |